# Cantonul Saint-Pé-de-Bigorre
Cantonul Saint-Pé-de-Bigorre este un canton din arondismentul Argelès-Gazost, departamentul Hautes-Pyrénées, regiunea Midi-Pyrénées, Franța.

## Comune
- Barlest
- Loubajac
- Peyrouse
- Saint-Pé-de-Bigorre (reședință)